# Lollipop (Lil Wayne)
Lollipop is een nummer van de Amerikaanse rapper Lil Wayne, in samenwerking met Static Major. Het nummer werd uitgebracht op 11 maart 2008 door het platenlabel Cash Money/Universal Motown en behaalde de 1e positie in de Billboard Hot 100.